# Lycosa yizhangensis
Lycosa yizhangensis là một loài nhện trong họ Lycosidae.
Loài này thuộc chi Lycosa. Lycosa yizhangensis được Chang-Min Yin, Peng & Jia-Fu Wang miêu tả năm 1996.